# Aulo Terencio Varrón

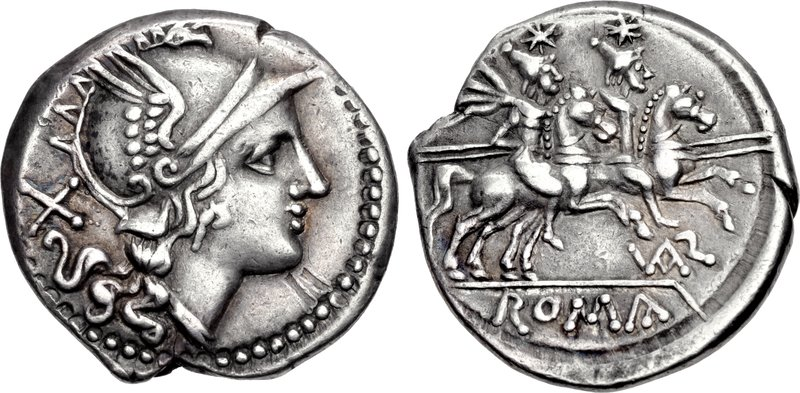
Denario de 19 mm, fabricado entre el 206 y el 200 a. C. Ceca incierta.

Aulo Terencio Varrón (Roma, años 220 a. C. - Roma, siglo II a. C.), en latín Aulus Terentius Varro, fue un magistrado y militar romano.

## Biografía
Es posible que Aulo Varrón fuera el hijo del cónsul Cayo Terencio Varrón, que en el 216 a. C. fue uno de los comandantes en la batalla de Cannas contra Aníbal, y pudo escapar.
A Aulo se atribuye una emisión de moneda, fechada entre el 206 y el 200 a. C., compuesta por un denario y caracterizada por las letras VAR escritas en monograma.
La primera actividad oficial registrada de Aulo Varrón fue en el 189 a. C., cuando escoltó hasta Grecia a una delegación de la Liga Etolia que regresaba a su país, cuya oferta de paz había sido rechazada por el Senado romano.
En 184 a. C. fue elegido pretor y obtuvo el gobierno de la provincia romana de Hispania Citerior (en el noreste de la actual España).
Tito Livio indica las tropas que tuvo a su disposición.
Permaneció en su provincia luchando con éxito contra los suesetanos, una población ibérica que poblaba los valles centrales de Aragón.
El imperium le fue prorrogado, por lo que se quedó en Iberia hasta el año siguiente (183 a. C.). Tito Livio cita su importante posición como procónsul y a veces como propretor.
En ese año 183 a. C. libró varias batallas con éxito contra los celtíberos.
A principios de 182 a. C. terminó sus actividades militares en España y después de su regreso a Roma, como recompensa obtuvo el permiso para celebrar un triunfo menor, una ovación.
En el período subsiguiente solo se tienen noticias de las misiones de Varrón. De acuerdo con una nota no es necesariamente creíble de Livio, en el 172 a. C. Varrón viajó con otros dos senadores en una misión diplomática a la corte del rey ilirio Gentio.
Después de la batalla de Pidna (en el 168 a. C.) y la victoria de los romanos sobre el último rey macedonio Perseo de Macedonia, en el 167 a. C. ―en medio de una gran confusión política― Varrón aparece como miembro del comité de diez personas que apoyaron a Lucio Emilio Paulo Macedónico, que era el cónsul ganador del año anterior en el reino de Macedonia.
No se tienen noticias del resto de su vida.